# Megachile inflaticauda
Megachile inflaticauda là một loài Hymenoptera trong họ Megachilidae. Loài này được Cockerell mô tả khoa học năm 1939.